# Алексопольский 31-й пехотный полк
31-й пехотный Алексопольский полк (с 1913 года — 31-й пехотный Алексеевский полк) — воинская часть Русской Императорской армии.

## Места дислокации
1820 — г. Кобеляки. Второй батальон командирован в Вознесенск к поселенной Бугской уланской дивизии.

## Формирование и кампании полка

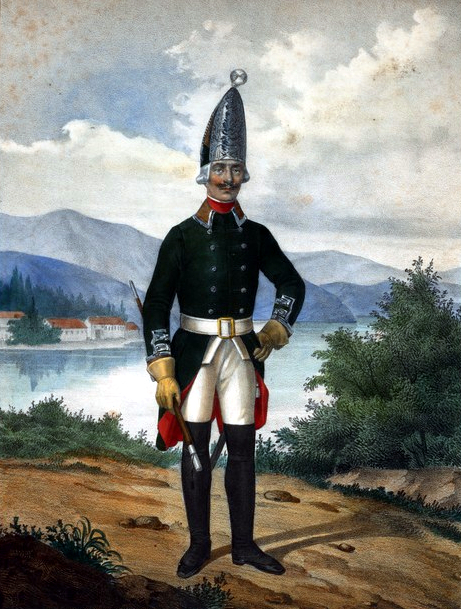
Гренадерский унтер-офицер Алексопольского мушкетерского полка. 1797—1801 гг.

Полк ведёт своё происхождение от пешего Закамского ландмилицкого полка, сформированного 11 ноября 1731 года из поселённых в царствование Алексея Михайловича в Мензелинске, Старо-Шемшинске и Алексеевской крепости стрельцов, пушкарей и пленных поляков. 7 мая 1733 года полк был переименован в Алексеевский пеший полк.
В 1769 году полк, по случаю войны с Турцией, был выведен из Алексеевской крепости и, под наименованием Алексеевского пехотного полка, принял участие в 1770 и 1771 годах в экспедициях в Крым. Названный в 1784 году Алексопольским пехотным, полк участвовал во второй турецкой войне; при штурме Очакова полк входил в состав пятой колонны, которою командовал бригадир А. И. Хрущёв, а при штурме Измаила находился в колонне бригадира З. А. Чепеги, штурмовавшей крепость с речной стороны.
29 ноября 1796 года полк наименован Алексопольским мушкетерским, а затем стал называться по фамилиям шефов: с 31 октября 1798 года — мушкетёрским генерал-лейтенанта Гагенмейстера, а с 26 июня 1800 года — мушкетёрским генерал-майора Ловейко; 31 марта 1801 года полк принял своё прежнее наименование Алексопольского мушкетёрского, а 22 февраля 1811 года переименован в пехотный.
Первым сражением, в котором участвовал полк в Отечественную войну, был бой при Салтановке 11 июля 1812 года. В Бородинском сражении полк принимал деятельное участие в обороне Багратионовых флешей и потерял 12 офицеров и 3/4 общего числа нижних чинов. Под Малоярославцем полк потерял 11 офицеров. 6 ноября полк участвовал в деле у Лосмины. За отличия в Отечественную войну Алексопольский полк получил серебряные трубы с надписью: «Алексопольскому пехотному полку 1813 г., за мужество и храбрость против французских войск».
В войну 1813—1814 годов полк участвовал в блокаде Модлина и, совершив заграничный поход, вошёл в Париж.
В русско-польскую войну 1831 года полк принял участие в штурме Варшавы 25—26 августа, причём в первый день, в составе левой колонны генерал-лейтенанта барона Гейсмара, атаковал укрепления № 54 и 55, а во второй день — укрепления № 21 и 22 и занял предместье Чистое; при атаке редута № 22 был разобран палисад, и войска взобрались в редут по воткнутым в вал штыкам. За взятие приступом Варшавы 1-й и 2-й батальоны полка награждены Георгиевскими знамёнами.
28 января 1833 года к Алексопольскому полку был присоединён 15-й егерский полк, и полк, имея в своем составе шесть батальонов, назван Алексопольским егерским.
В Венгерскую кампанию 1849 года полк участвовал в стычке у д. Княжены, выдержал тяжёлый семичасовой бой у Горостая, где потерял более 50 человек, был в деле при Дебрецене, а затем, перейдя к Вилагошу, присутствовал при церемонии обезоружения армии Гёргея. За венгерскую кампанию полк был награждён гренадерским барабанным боем.
В Восточную войну 1853—1856 годов полк выступил в поход в конце 1853 года, а 10 января 1854 года при полке повелено сформировать 7-й и 8-й батальоны. В этом составе полк принял участие в осаде крепости Силистрии, неоднократно прикрывал траншейные работы. На полк возложена была также ночная атака одного из фортов этой крепости Араб-Табия (17 мая 1854 г.). Назначенный для штурма батальон Алексопольцев быстро спустился в ров и, не имея ни фашин, ни лестниц, с неимоверными усилиями, в темноте, под губительным огнём неприятеля, ворвался в редут. Но в тылу раздался сигнал «отбой», неизвестно кем поданный, и батальон отступил. Не спас дела и второй батальон, несколько запоздавший своей атакой. Полк потерял в эту ночь убитыми одного офицера и 166 нижних чинов и ранеными 21 офицера и 300 нижних чинов.
По снятии осады полк переправился обратно через Дунай и, после неудачного ночного штурма Евпатории (5 февраля 1855 г.), 10 апреля вошёл в состав Севастопольского гарнизона. В день последнего его штурма начальником войск на Малаховом кургане был бывший командир Алексопольского полка, генерал-майор фон Буссау, который камнями отбивался от ворвавшихся на курган французов, пока не был поражён пулей в грудь.
За пять месяцев службы на оборонительной линии Севастополя полк потерял 2608 нижних чинов. За участие в обороне Севастополя полк награждён Георгиевскими знамёнами.
17 апреля 1856 года полк переименован из егерского в пехотный, а 23 августа полк оставлен в трёхбатальонном составе, причём 4-й батальон переименован в резервный, а 5, 6, 7 и 8 батальоны расформированы.
6 апреля 1863 года из 4-го резервного батальона и бессрочно-отпускных 5-го и 6-го батальонов сформирован Алексопольский резервный полк, 13 августа того же года названный Коломенским пехотным полком. 25 марта 1864 года Алексопольский полк к своему прежнему наименованию прибавил № 31-й.
В революцию 1905—1907 годов полк принимал участие в подавлении беспорядков в Варшаве, Лодзи и Ченстохове.
с 1910 по 1914 год размещался в бывших казармах 38-го пехотного Тобольского полка в Скерневице, так же по наследству полку перешла войсковая церковь в честь Рождества Христова.
Высочайшим приказом от 23 февраля 1913 года полк переименован в 31-й пехотный Алексеевский полк.
Активный участник Первой мировой войны. Полк — участник Таневского сражения 18—25 июня 1915 года и Люблин-Холмского сражения 9—22 июля 1915 года.

## Знаки отличия полка
- Полковое знамя Георгиевское с надписью «За взятие приступом Варшавы 25 и 26 Августа и за Севастополь в 1854 и 1855 гг.» с Александровской юбилейной лентой.
- Серебряные трубы с надписью «Алексопольскому пехотному полку 1813 года 13 Апреля, за мужество и храбрость против Французских войск».
- Поход за военное отличие. Пожалован полку 25 декабря 1849 года за усмирение Трансильвании в 1849 году.

## Шефы полка
- 03.12.1796 — 26.06.1800 — бригадир (с 27.01.1797 генерал-майор, с 14.09.1798 генерал-лейтенант) Гагенмейстер, Густав Андреевич
- 26.06.1800 — 30.08.1808 — генерал-майор Ловейко, Николай Александрович
- 30.08.1808 — 06.01.1810 — полковник Авдулин, Алексей Николаевич
- 08.01.1810 — 06.07.1810 — флигель-адъютант полковник Ольдекоп, Карл Фёдорович
- 19.10.1810 — 22.06.1815 — полковник Панцербитер, Карл Карлович
- 26.09.1857 — 30.05.1865 — генерал от инфантерии Панютин, Фёдор Сергеевич

## Командиры полка
(Командующий в дореволюционной терминологии означал временно исполняющего обязанности начальника или командира).
- хх.хх.хххх — 26.12.1797 — полковник Иванов
- 03.09.1798 — 03.01.1800 — подполковник (с 03.10.1798 полковник) Быков, Федосей Михайлович
- 02.03.1800 — 05.12.1800 — полковник Менцелиус, Фёдор Иванович
- 18.02.1801 — 23.06.1806 — полковник Палицын, Иван Иванович
- 23.06.1806 — 23.11.1806 — полковник Потресов, Матвей Григорьевич
- 12.06.1809 — 22.06.1815 — подполковник Петригин, Пётр Алексеевич
- 22.06.1815 — 19.01.1816 — полковник Панцербитер, Карл Карлович
- 19.01.1816 — 06.01.1826 — подполковник (с 30.08.1816 г. полковник) Повало-Швейковский, Иван Семёнович
- 06.01.1826 — 04.04.1831 — подполковник (с 16.06.1828 полковник) Удалов, Александр
- 04.04.1831 — 25.08.1831[10] — командующий подполковник Иваненко, Андрей Степанович
- 28.01.1832 — 02.04.1833 — полковник Черепов, Антон Андреевич
- 02.04.1833 — 12.05.1833 — полковник Хилинский, Александр Демьянович
- 12.05.1833 — 30.05.1835 — полковник Черепов, Антон Андреевич
- 30.05.1835 — 17.05.1837 — подполковник (с 25.12.1835 полковник) Рафалович, Карл Матвеевич
- 17.05.1837 — 08.06.1846 — полковник (с 25.06.1845 генерал-майор) Кондзеровский, Яков Дмитриевич
- 08.07.1846 — 25.02.1855 — полковник (с 06.12.1853 генерал-майор) фон Буссау, Вильгельм Христофорович
- 02.05.1855 — 26.06.1855 — полковник Ртищев, Николай Петрович
- 04.07.1855 — 07.07.1863 — полковник Иордан, Егор Егорович
- 07.07.1863 — 17.04.1870 — полковник Сорокин, Павел Николаевич
- 17.04.1870 — 28.03.1871 — полковник Годорожий-Чиколенко, Павел Семёнович
- 28.03.1871 — хх.01.1878 — полковник де Вильер де Лиль-Адам, Адам-Вильгельм Самойлович
- 11.01.1878 — 11.10.1885 — полковник Примо, Дмитрий Васильевич
- 01.11.1885 — 02.05.1890 — полковник Фёдоров, Яков Дмитриевич
- 02.05.1890 — 29.09.1890 — полковник Левашёв, Николай Николаевич
- 08.10.1890 — 17.08.1899 — полковник Дубяго, Гавриил Егорович
- 01.10.1899 — 25.03.1904 — полковник Шатилов, Владимир Павлович
- 25.05.1904 — 02.03.1908 — полковник Патараки, Николай Александрович
- 20.04.1908 — 10.08.1911 — полковник Скворцов, Николай Афанасьевич
- 30.08.1911 — хх.08.1914[11] — полковник Лебедев, Александр Иванович
- 22.09.1914 — 27.03.1915 — командующий подполковник Сухачевский, Георгий Иванович[12]
- 27.03.1915 — 21.06.1915[13] — полковник Ковалевский, Иван Валерианович
- 13.07.1915 — 23.06.1917 — полковник Тупицын, Александр Иванович
- 23.06.1917 — хх.хх.хххх — полковник Лукирский, Николай Георгиевич

## Известные люди, служившие в полку
- Балла, Адам Иванович — генерал-майор, участник Отечественной войны 1812 года
- Волконский, Сергей Григорьевич — генерал-майор, декабрист
- Зарубаев, Валериан Платонович — генерал-лейтенант, участник Крымской войны
- Александр (Павлович) — настоятель Соловецкого монастыря, герой Крымской войны
- Сандерс, Фёдор Иванович — генерал-лейтенант, участник Наполеоновских войн
- Тизенгаузен, Карл Егорович — генерал-лейтенант
- Тимашев, Иван Иванович — генерал-майор, участник Крымской войны
- Шимков, Иван Фёдорович — декабрист